# Daisuke Higuchi
Daisuke Higuchi (樋口 大輔, Higuchi Daisuke) (nascuda el 10 de maig de 1966) és una mangaka japonesa. És coneguda pel seu treball anomenat Whistle!.

## Història
Nascuda en la prefectura de Gunma, Daisuke fou reconeguda en el món del manga per guanyar la 43a edició del premi Premi Osamu Tezuka en l'any 1992. En el mateix any, Daisuke publicà un treball dit Itaru que tracta sobre el romanç i l'acció. En 1998, Daisuke es convertí en una mangaka molt popular gràcies al manga Whistle!.
Amb l'èxit de Whistle!, Daisuke anà directament a treballar a l'àmbit de les sèries animades. Es creu que podria estar creant altres sèries. Actualment viu a Tòquio.

## Obres

### Manga
- 1992 - Itaru - història curta
- 1992 - Singing Flame - història curta
- 1994 - X-Connection - història curta
- 1997 - Break Free! - història curta
- 1998~2002 - Whistle! - sèrie de 24 volums
- 2001 - X-Connection 2001 - història curta
- 2005~2006 - Go Ahead - sèrie de 4 volums
- ???? - NOIZ

### Anime
- 2002 - Whistle! (Com creadora original)[1]

- La col·lecció d'històries curtes Break Free! inclou una història protagonitzada pels personatges de Whistle! Dues de les altres històries són versions alternatives de l'argument amb els mateixos personatges.